# BMW X4 I (F26)
La BMW X4 (code interne F26) est un SUV de taille moyenne,  luxueux, ayant des finitions sobres identitaires à BMW et produit par le constructeur automobile allemand BMW à partir l'été 2014. Elle dérive du BMW X3 F25 qui a été restylé avant l'arrivée de sa version coupé.
À la suite du succès commercial du X6, BMW s'est décidé à commercialiser sa version en réduction plus compacte et plus abordable. Abaissée de 37 mm par rapport à cette dernière, elle exhibe une ligne de toit fuyante, une allure musclée et un positionnement plus sportif.
Le BMW X4 est remplacé par une seconde génération, présentée au Salon international de l'automobile de Genève 2018.

## Motorisations
Les valeurs entre parenthèses correspondent à la variante équipée de la transmission intégrale xDrive.
Les chiffres de consommation de carburant et de pollution correspondent aux chiffres maximaux proposés par le constructeur.

### Essence
|                            | xDrive20i                       | xDrive28i                       | xDrive35i                       | M40i                            |
| Moteur                     | 4 cylindres en ligne            | 4 cylindres en ligne            | 6 cylindres en ligne            | 6 cylindres en ligne            |
| Cylindrée                  | 1 997 cm3                       | 1 997 cm3                       | 2 979 cm3                       | 2 979 cm3                       |
| Puissance maxi             | 184 ch de 5 000 à 6 250 tr/min  | 245 ch de 5 000 à 6 500 tr/min  | 306 ch de 5 800 à 6 400 tr/min  | 360 ch de 5 800 à 6 000 tr/min  |
| Couple maxi                | 270 N m de 1 250 à 4 500 tr/min | 350 N m de 1 250 à 4 800 tr/min | 400 N m de 1 200 à 5 000 tr/min | 465 N m de 1 350 à 5 250 tr/min |
| Norme environnementale     | Euro 6                          | Euro 6                          | Euro 6                          | Euro 6                          |
| Boîte de vitesses          | BVA 8                           | BVA 8                           | BVA 8                           | BVA 8                           |
| Vitesse maxi               | 212                             | 232                             | 247                             | 250                             |
| 0-100 km/h (en s)          | 8,1                             | 6,4                             | 5,5                             | 4,9                             |
| Consommation (en L/100 km) | 7,3                             | 7,4                             | 8,3                             | 8,6                             |
| Émissions de CO2 (en g/km) | 171                             | 172                             | 193                             | 199                             |
| Capacité du réservoir      | 67 L                            | 67 L                            | 67 L                            | 67 L                            |
| Masse à vide (en kg)       | 1 815                           | 1 845                           | 1 895                           | 1 920                           |

### Diesel
|                            | xDrive20d                       | xDrive30d                       | xDrive35d                       |
| Moteur                     | 4 cylindres en ligne            | 6 cylindres en ligne            | 6 cylindres en ligne            |
| Cylindrée                  | 1 995 cm3                       | 2 993 cm3                       | 2 993 cm3                       |
| Puissance maxi             | 190 ch à 4 000 tr/min           | 258 ch à 4 000 tr/min           | 313 ch à 4 400 tr/min           |
| Couple maxi                | 400 N m de 1 750 à 2 500 tr/min | 560 N m de 1 500 à 3 000 tr/min | 630 N m de 1 500 à 2 500 tr/min |
| Boîte de vitesses          | BVA 8 / BVM 6                   | BVA 8 / BVM 6                   | BVA 8 / BVM 6                   |
| Vitesse maxi               | 212                             | 234                             | 247                             |
| 0-100 km/h (en s)          | 8,0                             | 5,8                             | 5,2                             |
| Consommation (en L/100 km) | 5,3                             | 6,1                             | 6,0                             |
| Émissions de CO2 (en g/km) | 139                             | 159                             | 157                             |
| Capacité du réservoir      | 67 L                            | 67 L                            | 67 L                            |
| Masse à vide (en kg)       | 1 825                           | 1 900                           | 1 940                           |

## Finitions
La X4 comprend trois finitions : Lounge Plus, xLine et M Sport. Contrairement au X3 qui propose une version d'entrée de gamme propulsion, elle intègre d'office l'excellente transmission intégrale xDrive. Mais son typage châssis routier et sa faible garde au sol interdisent tout crapahutage.